# Valcha (Plzeň)
Valcha je osada a katastrální území, jež je součástí plzeňského městského obvodu Plzeň 3. Osada se nachází jen na části katastru, zbytek tvoří okrajovou severní část Litic.

## Historie

### První zmínka
Okolo roku 1352 držitelé hradu Litice – Rous starší (1318–1369) a Protiva – dali Chotěšovskému klášteru polnosti mezi Liticí a Lhotou jako náhradu za role zatopené novým rybníkem Lašitovem. Nejspíše jde první záznam o místě, na němž se dnes Valcha rozkládá. Část vsi – Lašitov – nese dodnes jméno bývalého rybníka. V 17. století byla ves Litice včetně přilehlých panství, jako součást chotěšovského panství, poněmčena.

### Hornická kolonie
V roce 1822, po zrušení kláštera v Chotěšově koupil panství s vsí Litice Karel Alexandr Thurn-Taxis. Ten zde otevřel kamenouhelné doly. První důl Matyldin (1857–1887), další důl Maxův (1868–1909) a později i důl Frischdlück (1884–1910). Na panství dolovali také další těžaři. Bylo to hlavně sdružení Litické těžařstvo a dále pan K. Hufnágel, hrabě Waldstein a pan K. Hýra. Správa Thurn-Taxisových dolů v Liticích podléhala ředitelství velkostatku v Chotěšově. Zásadní rozhodnutí vydávala ale knížecí komora v Řezně.
V roce 1861 Thurn-Taxis požádal o povolení stavby hornických kasáren. Kasárna měla mít 10 obytných částí pro rodiny a 8 pro svobodné. Ještě před jejich výstavbou se ale po otevření dolu Max potřeba ubytování zvyšuje – v dolech pracuje dle správy obchodní a živnostenské komory k roku 1870 celkem 324 lidí. Pro správu dolu byla v roce 1871 postavena úřední budova zvaná domácími „Inšpekcí“ (dům č. 31) a nedaleko ní hornická kasárna (dům č. 100). V roce 1873 byla postavena hornická Kolonie. Jednalo se o 14 domů ve třech řadách (č. 106–119). Vedle kolonie stála pekárna, jež však nebyla užívána. Dále tu byl malý rybníček a pumpa. Na druhé straně kolonie byla postavena kaple sv. Prokopa sloužící především jako umrlčí komora. Byly z ní vypravovány pohřby. V jednom domě byla ošetřovna a ve vedlejším bydlel lékař. Kolonie byla dostavěna roku 1873 a postupně osídlována od roku 1874. Stavby navrhl a řídil inženýr Emanuel Seydl (1814–1894), který v letech 1854–1874 zastával místo hlavního dílovedoucího Thurn-Taxisova chotěšovského velkostatku.
Roku 1876 byla zbudována železniční trať Plzeň – Železná Ruda. Místní zastávka Litice-Valcha sloužila pro nakládku uhlí. V říjnu tohoto roku bylo také zahájeno vyučování v německé škole v Kolonii. V říjnu roku 1909 bylo zahájeno české soukromé vyučování v domcích Kolonie. Prosazení českého vyučování a zřízení české školy v Liticích bylo jedním z úspěchů velmi vyhroceného boje mezi německými obyvateli Litic – převážně sedláky, a převážně českými horníky v Kolonii.
Po uzavření dolů byl ze strany německých obyvatel, ale i ze strany správců dolů činěn nátlak na zrušení české hornické Kolonie. Snahy o zrušení Kolonie vyvrcholily v roce 1911. Všichni nájemníci dostali výpověď z bytů a až na zákrok okresního úřadu v Plzni jim byl umožněn pobyt do září 1911. Poslední výplata horníků byla v listopadu téhož roku. Firma Šimona Hoffmana z Plzně byla najata na demoliční práce a k 1. únoru 1912 byla Kolonie definitivně zbourána. Z Kolonie zbyla pouze budova kasáren (č. 100), kde byli ubytováni horničtí penzisté. Úřední budova „Inšpekce“ (č. 99) byla pronajata německé kongregaci oblátů sv. Františka Saleského (O.S.F.S.), která zde měla vychovávat misionáře pro německé kolonie v Africe.

### Osada Valcha
Roku 1924 zakoupilo město Plzeň v pozemkové reformě část chotěšovského statku včetně pozemků bývalé Kolonie a okolí. Pozemky o celkové výměře 10 hektarů, 44 arů a 68 m² byly rozparcelovány na 62 stavebních míst. V průběhu čtyř roků bylo postaveno 30 domků a dalších 32 muselo být dostavěno v následujících dvou letech. Tak vznikla nová osada, která dostala jméno Valcha. Jméno dostala osada podle dnes již neexistující „Staré Valchy“. Byla to valchovna sukna, která se nacházela v polovině 19. století pod hrází bývalého rybníka Lašitova na místě, kde dříve stál mlýn napájený vodou z rybníka. Z tohoto objektu se částečně zachovala pouze bývalá stodola (st. parcela č. 103), dnes přestavěná na sklad a moštárnu Českého zahrádkářského svazu.

## Geografie

### Vodstvo
Valcha je jedinečná svojí vazbou k vodám stojatým i tekoucím. Část osady se rozkládá na místě bývalého rybníka, jehož zdrojem byl Luční potok, který protéká středem obce. Valcha dostala své jméno po vodním mlýnu a vodou poháněné valchovně sukna. U hranice katastru se rozkládá vodní nádrž České Údolí napájená řekou Radbuzou.

## Doprava

### Železnice
Valcha leží na železniční trati č. 183 (zastávka 753152 Plzeň-Valcha).